# 논문처리비용

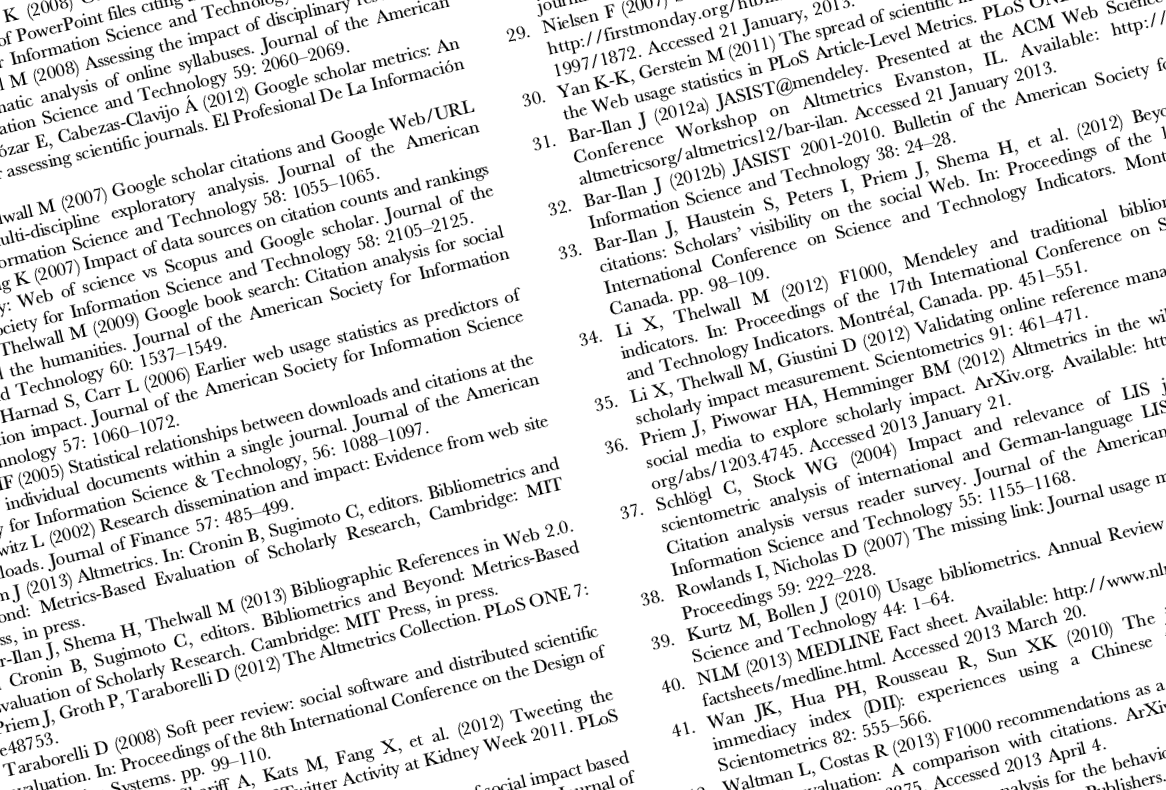

논문처리비용(論文處理費用, article processing charge, APC)은 오픈 액세스를 위해 논문의 저자 혹은 후원자가 출판사에 지불하는 비용을 말하며 논문출판비용(publication fee)라고도 부른다.
이 비용은 저자가 직접 내기보다는 주로 저자가 소속된 기관이 내며 비용을 내기 어려운 연구자들에겐 면제해주기도 한다. APC를 냈다고 해서 해당 연구자가 논문을 CC로 허용했다고 볼 수는 없다.

## 비용 상세
학술지는 편집비, 동료평가비, 출간비 등의 비용을 확보하기 위해 다양한 경로를 확보하고 있으며 대표적인 것이 기관들의 보조금과 구독료이다. APC는 이 재정확보 경로중 가장 일반적인 것이다.
APC 비용은 상당히 높게 책정되어있으며 재정적으로 충분하지 않은 기관, 학자, 학생들에겐 OA 학술지 투고의 장벽으로 작용한다. 그렇기 때문에 APC는 OA 윤리 핵심 쟁점으로 남아있다..
APC는 편당 $100 이하부터 $3000 이상까지 다양하다. 복합 OA 학술지는 일반 OA 학술지에 비해 보통 두배 이상의 APC를 책정해두고 있다. 높은 피인용지수를 가진 학술지일수록 APC도 비싼 편이다. 예를 들어 Proceedings of the National Academy of Sciences의 경우 논문당 $1700을 받는데 그중 $1350이 논문 개방에 따른 비용이다. Journal of Geophysical Research의 경우 폐쇄형 투고시 투고료는 $1000이지만 OA라면 편당 $3500 을 청구한다.
APC의 청구 근거는 다양하다. 출간된 논문수를 기준으로 하는 경우(예:바이오메드 센트럴, PLOS ONE), 투고된 논문수를 기준으로 하는 경우(예:Atmospheric Chemistry and Physics), 저자별로 하는 경우(예:PeerJ) 등이 있다. 2018년 6월 기준으로 DOAJ에 등록된 OA 학술지 중 26%만이 APC를 청구한다.
PLOS같은 OA 학술지 다수는 APC를 내기 어려운 곳의 비용을 면제해주고 있다.

## 비판
APC는 논문 접근 비용을 독자에서 저자(와 후원자)로 옮긴 것 뿐이며 새로운 문제를 낳고있다는 비판이 있다. 첫번째 우려는 학술지의 영리화이다. 논문 승인만으로 학술지가 수익을 얻을 수 있다면, 수준낮은 논문을 걸러내려는 노력을 소흘히 할 수 있다는 우려가 있다. 이것을 막기 위해서 승인에 따른 비용이 아닌 동료평가에 대한 비용으로 청구하자는 제안이 있다.
두번째 우려는 APC 때문에 기관들의 예산압박이 커진다는 것이다. 이것은 비용문제로 연구 자체에 집중하지 못할 수도 있다는 우려와도 이어진다. 저개발 국가나 저예산을 가진 저자들에게 APC 할인이 적용되지 않으면 APC는 그 자체로 장벽이 된다. 하지만 이미 기존 학술지 투고비용이 상당히 높았던 편이므로 저자 직접 공개를 통해 심사 거절된, 혹은 심사 포기한 논문들을 묻히지 않게 만들 수 있다. 또 다수의 OA 학술지는 할인 모델을 제공하고 있다.
막스 플랑크 협회는 기존 도서관의 구독모델이 OA와 APC 모델로 전환되면 전체적으로 학술논문 생산 비용은 줄어든다는 연구결과를 내기도 했다.

## 추가 자료
- Robert Kiley (2013). “Colour and page charges: results of a brief survey” (PDF). 2016년 3월 4일에 원본 문서 (PDF)에서 보존된 문서. 2018년 10월 27일에 확인함.
- Curb, L. A., & Abramson, C.I. (2012) An examination of author-paid charges in science journals 보관됨 2018-10-01 - 웨이백 머신. Comprehensive Psychology, 1, 4.
- Guy, M., Holl, A. (2015) Article Processing Charges. Briefing Paper, PASTEUR4OA project'

## 같이 보기
- 로열티 프리
- 로열티
- 약탈적 출판